# Amycus lycosiformis
Amycus lycosiformis är en spindelart som beskrevs av Władysław Taczanowski 1878. Amycus lycosiformis ingår i släktet Amycus och familjen hoppspindlar. Inga underarter finns listade i Catalogue of Life.